# Premier Division de la Liga de Irlanda 2023
La Premier Division de la Liga de Irlanda 2023 fue la 103.ª temporada de la Premier Division. La temporada comenzó en febrero de 2023 y finalizó en noviembre del mismo año. El campeón defensor del título fue el Shamrock Rovers, que volvió a revalidar el título durante esta temporada, consiguiendo la cifra de 21 campeonatos.

## Sistema de competición
Los 10 equipos participantes jugaron entre sí todos contra todos cuatro veces totalizando 36 partidos cada uno. Al término de la jornada 36, el primer clasificado fue el campeón y consiguió un cupo para la primera ronda de la Liga de Campeones 2024-25, mientras que el segundo y tercer clasificado obtuvieron un cupo para la primera ronda de la  Liga Europa Conferencia 2023-24. Por otro lado, el último clasificado descendió a la Primera División 2024, mientras que el penúltimo clasificado jugó el Play-off de relegación contra el ganador de la primera ronda de play-offs de la Primera División 2023, para determinar cual de los equipos jugará en la Premier Division 2024.
Un tercer cupo para la primera ronda de la Liga Europa Conferencia 2024-25 fue asignado al campeón de la Copa de Irlanda.

## Ascensos y descensos
| Pos. | de la Premier División 2022 |
| ---- | --------------------------- |
| 10.º | Finn Harps                  |

| Pos. | de la Primera División de Irlanda 2022 |
| ---- | -------------------------------------- |
| 1.º  | Cork City                              |

## Equipos participantes
| Club                  | Ciudad              | Estadio          | Capacidad |
| --------------------- | ------------------- | ---------------- | --------- |
| Bohemian              | Dublín              | Dalymount Park   | 7000      |
| Cork City             | Cork                | Turners Cross    | 7485      |
| Derry City            | Derry (I.N.)        | Brandywell       | 7500      |
| Drogheda United       | Drogheda            | United Park      | 2000      |
| Dundalk               | Dundalk             | Oriel Park       | 5500      |
| Shamrock Rovers       | Dublín              | Tallaght Stadium | 8600      |
| Shelbourne            | Dublín (Drumcondra) | Tolka Park       | 3600      |
| Sligo Rovers          | Sligo               | The Showgrounds  | 5500      |
| St Patrick's Athletic | Dublín              | Richmond Park    | 5340      |
| UCD                   | Dublín (Belfield)   | UCD Bowl         | 3000      |

## Tabla de posiciones
| Pos. | Equipo                | Pts. | PJ | G  | E  | P  | GF | GC | Dif. | Clasificación o descenso                    |
| ---- | --------------------- | ---- | -- | -- | -- | -- | -- | -- | ---- | ------------------------------------------- |
| 1    | Shamrock Rovers (C)   | 72   | 36 | 20 | 12 | 4  | 67 | 27 | +40  | Primera ronda de la Liga de Campeones       |
| 2    | Derry City            | 65   | 36 | 18 | 11 | 7  | 57 | 24 | +33  | Primera ronda de la Liga Europa Conferencia |
| 3    | St Patrick's Athletic | 62   | 36 | 19 | 5  | 12 | 59 | 42 | +17  | Segunda ronda de la Liga Europa Conferencia |
| 4    | Shelbourne            | 60   | 36 | 15 | 15 | 6  | 44 | 27 | +17  | Primera ronda de la Liga Europa Conferencia |
| 5    | Dundalk               | 58   | 36 | 17 | 7  | 12 | 59 | 44 | +15  |                                             |
| 6    | Bohemians             | 58   | 36 | 16 | 10 | 10 | 53 | 40 | +13  |                                             |
| 7    | Drogheda United       | 41   | 36 | 10 | 11 | 15 | 40 | 54 | −14  |                                             |
| 8    | Sligo Rovers          | 37   | 36 | 10 | 7  | 19 | 36 | 51 | −15  |                                             |
| 9    | Cork City (D)         | 31   | 36 | 8  | 7  | 21 | 35 | 64 | −29  | Promoción por la permanencia                |
| 10   | UCD (D)               | 11   | 36 | 2  | 5  | 29 | 19 | 96 | −77  | Descenso a FAI First Division 2024          |

 Fuente: SSE Airtricity League
Criterios de clasificación: 1) Puntos; 2) Gol diferencia; 3) Goles anotados.
Notas:
1. 1 2  El cuarto clasificado obtuvo una plaza para la Liga Europa Conferencia 2024-25 ya que el campeón de la Copa de Irlanda ya estaba clasificado para la competición.

## Promoción por la permanencia
Fue jugada entre el Cork City, penúltimo de la liga contra el ganador del partido previo de la Primera División 2023, Waterford.
| Equipo 1  | Resultado | Equipo 2  |
| --------- | --------- | --------- |
| Waterford | 2–1       | Cork City |

## Goleadores
Actualizado el 3 de noviembre de 2023.
| Pos. | Jugador               | Equipo                | Goles |
| ---- | --------------------- | --------------------- | ----- |
| 1    | Jonathan Afolabi      | Bohemian              | 15    |
| 1    | Jack Moylan           | Shelbourne            | 15    |
| 3    | Pat Hoban             | Dundalk               | 14    |
| 4    | Christopher Forrester | St Patrick's Athletic | 13    |
| 4    | Ruairí Keating        | Cork City             | 13    |